# 放送技術社
株式会社放送技術社（ほうそうぎじゅつしゃ、英: Hosou gijutsusha Corporation.）は、テレビ朝日の子会社であり、テレビ朝日系列局及び衛星放送及びFM放送における技術業務を行う技術プロダクションである。

## 沿革
- 1982年（昭和57年）：テレビ朝日・テレビ朝日映像・トラストネットワークの出資で鹿児島市与次郎に設立。同年10月1日に開局したテレビ朝日系列局である鹿児島放送（KKB）の放送技術業務を開始。
- 1983年（昭和58年）：新潟テレビ21と業務受託契約。本社を東京都港区に移転。
- 1988年（昭和63年）：エフエムジャパン（現・J-WAVE）と業務受託契約。
- 1989年（平成元年）：熊本朝日放送、エフエムサウンド千葉（現・ベイエフエム）と業務受託契約。
- 1990年（平成2年）：長崎文化放送と業務受託契約。
- 1991年（平成3年）：北陸朝日放送と業務受託契約。
- 1993年（平成5年）：大分朝日放送と業務受託契約。
- 1994年（平成6年）：エフエム栃木と業務受託契約。
- 1995年（平成7年）：愛媛朝日テレビと業務受託契約。
- 1996年（平成8年）：WOWOW、スペースシャワーネットワークと業務受託契約。
- 1998年（平成10年）：朝日放送と業務受託契約。
- 1999年（平成11年）：日本ケーブルテレビジョンと派遣契約。
- 2001年（平成13年）：名古屋テレビ放送と業務受託契約。
- 2002年（平成14年）：九州朝日放送と労働者派遣契約。
- 2003年（平成15年）：テレビ朝日、BS朝日と労働者派遣契約。
- 2007年（平成19年）：朝日放送東京支社と労働者派遣契約。静岡朝日テレビと業務受託契約。
- 2008年（平成20年）：デジアサと労働者派遣契約。
- 2011年（平成23年）：テレビ朝日が全株式200株を買い取り、完全子会社化する[1]。スカパーブロードキャスティングと業務受託契約。テイクシステムズと労働者派遣契約。

- 2012年（平成24年）：テレビ朝日映像と労働者派遣契約。
- 2014年（平成26年）：テレビ神奈川、サンテレビジョンと労働者派遣契約。
- 2015年（平成27年）：FLEXと労働者派遣契約。

## 組織

### 事業部・事業所
- 本社・東京事業所【制作部】 東京事業所【第一放送部】（テレビ朝日、BS朝日、WOWOW、スペースシャワーネットワーク、JCTV）  
  - 送出技術、放送準備
- 東京事業所【第二放送部】（テレビ朝日、テイクシステムズ、テレビ朝日映像、FLEX、放送衛星システム、朝日放送東京支社、スカパーブロードキャスティング、テレビ神奈川、J-WAVE、bayfm、FM栃木）  
  - 放送準備、アーカイブ
- 静岡事業部（静岡朝日テレビ）
  - 送出技術、タイトル美術
- 新潟事業所【放送部】（新潟テレビ21）
  - 制作技術グループ
  - 制作技術、タイトル美術、録音技術
  - 送出技術グループ
  - 送出技術、放送準備
- 北陸事業所【放送部】【制作部】（北陸朝日放送）
  - 送出技術、放送準備、録音技術、タイトル美術、制作技術

- 大阪事業所【放送部】（朝日放送、アイネックス、サンテレビジョン）
  - 業務請負、技術スタッフ派遣
  - 送出技術、放送準備・回線センター、テレビ編成、ライブラリー
- 愛媛事業所【放送部】【制作部】（愛媛朝日テレビ）
  - 制作技術・タイトル・制作部・マスター・スタンバイ・バンク室・CM業務
- 福岡事業部【放送部】（九州朝日放送）
  - 送出技術、放送準備、制作技術
- 長崎事業所【放送部】【制作部】（長崎文化放送）
  - 制作技術、録音、タイトル、送出技術、放送準備
- 大分事業所【放送部】【制作部】（大分朝日放送）
  - 制作技術、タイトル、送出技術、演出、放送準備
- 熊本事業所【放送部】【制作部】（熊本朝日放送）
  - 制作技術、送出技術、放送準備
- 鹿児島事業所【放送部】【制作部】（鹿児島放送）
  - 送出技術、放送準備、制作技術、タイトル美術

## 主な取引先
- テレビ朝日
- 朝日放送
- 新潟テレビ21
- 北陸朝日放送
- 名古屋テレビ放送
- 静岡朝日テレビ
- 愛媛朝日テレビ
- 九州朝日放送
- 長崎文化放送
- 熊本朝日放送
- 大分朝日放送
- 鹿児島放送
- J-WAVE
- ベイエフエム
- エフエム栃木
- ZIP-FM
- BS朝日
- 日本ケーブルテレビジョン
- WOWOW
- スペースシャワーネットワーク
- スカパー・ブロードキャスティング
- 電通
- 東通
- 北都
- テレビ朝日映像
- その他、官公庁・学校など